# Илюшин, Сергей Владимирович
Серге́й Влади́мирович Илю́шин (27 марта 1975, Волжский, Волгоградская область) — российский футболист, полузащитник и нападающий.

## Карьера
Родился в Волжском. Воспитанник СДЮСШОР №4. Выступал за ФК «Торпедо» (Волжский), «Ротор», «Арсенал» (Тула), казахстанский «Женис», «Балаково», «Светотехника», «Лукойл» (Челябинск).
В составе ФК «Ротор» сыграл шесть игр в еврокубках: три в Кубке УЕФА 1995/96 и три в Кубке Интертото 1996.

## Достижения
- Бронзовый призёр Чемпионата России: 1996
- Финалист Кубка Интертото: 1996
- Четырёхкратный победитель зональных турниров второй лиги ПФЛ: 1994 («Центр»), 1997 («Запад»), 2001, 2002 (оба — «Поволжье»)
- Чемпион России среди КФК: 1992
- Двукратный победитель зональных турниров первенства КФК/ЛФЛ: 1992 («Поволжье»), 2006 (МОА «Черноземье»)